# 1 Crónicas 6
1 Crónicas 6 es el sexto capítulo de los Libros de Crónicas en la Biblia hebrea o el Primer Libro de Crónicas en el Antiguo Testamento de la Biblia cristiana  El libro está compilado a partir de fuentes más antiguas por una persona o grupo desconocido, designado por los eruditos modernos como «el Cronista», y su forma final se estableció a finales del siglo V o IV a. C. Este capítulo se centra en la tribu de Leví, dividida en el linaje de los sumos sacerdotes (versículos 1-15); los tres linajes de las familias de Gersón, Coat y Merari (versículos 16-30); los linajes de los músicos/cantores (versículos 31-47); los deberes de los levitas y los sacerdotes (versículos 48-49); la lista de los sumos sacerdotes (versículos 50-53) y los asentamientos de los aaronitas y levitas (versículos 54-81). Pertenece a la sección que se centra en la lista de genealogías desde Adán hasta las listas de las personas que regresaron del exilio en Babilonia (1 Crónicas 1:1 a 9:34).

## Texto
Este capítulo fue escrito originalmente en el idioma hebreo y está dividido en 43 versículos.

### Numeración de versículos
Existen algunas diferencias en la numeración de versículos de este capítulo en las Biblias inglesas y los textos hebreos, como se indica a continuación:
| Inglés  | Hebreo  |
| ------- | ------- |
| 6:1–15  | 5:27–41 |
| 6:16–81 | 6:1–66  |

Este artículo sigue en general la numeración común en las versiones de la Biblia en inglés cristiano, con notas sobre la numeración en las versiones de la Biblia hebrea.

### Testigos textuales
Algunos manuscritos antiguos que contienen el texto de este capítulo en hebreo bíblico son de la tradición del Texto masorético, que incluye el Códice de Alepo (siglo X) y el Códice Leningradensis (1008).
También existe una traducción al griego koiné conocida como la Septuaginta, realizada en los últimos siglos a. C. Entre los manuscritos antiguos existentes de la versión de la Septuaginta se encuentran el Códice Vaticano (B; {\displaystyle \ ara{G}}B; siglo IV) y el Códice Alejandrino (A; {\displaystyle \ ara{G}}A; siglo V).

## Descendientes de Aarón (6:49-53; hebreo: 6:34-38)

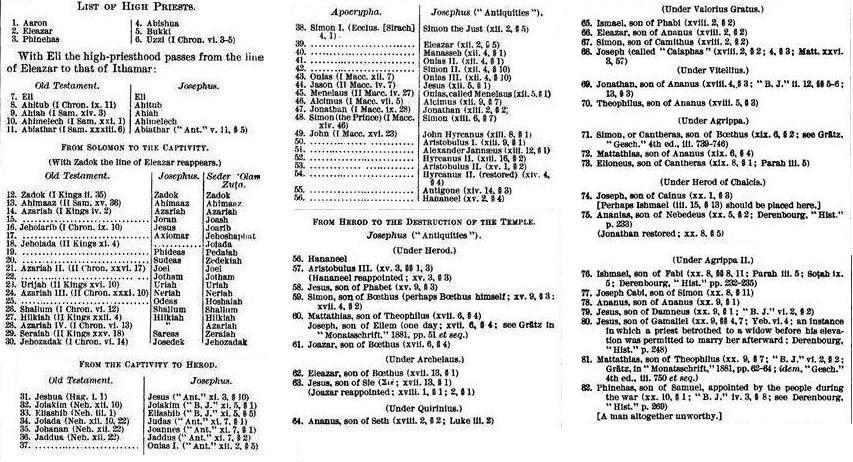
Lista tradicional de los sumos sacerdotes judíos, comenzando por Aarón